# Calle Halfvarsson
Calle Halfvarsson (Falun, 17 marzo 1989) è un fondista svedese.

## Biografia
Originario di Sågmyra di Falun, in Coppa del Mondo ha esordito il 18 marzo 2009 a Stoccolma (39°) e ha ottenuto il primo podio il 20 novembre 2011 a Sjusjøen (3°). Ha esordito ai Campionati mondiali a Val di Fiemme 2013, vincendo l'argento nella staffetta (6° nella 15 km il miglior risultato individuale) e ai Giochi olimpici invernali a Soči 2014 (17º nella sprint). Ai Mondiali di Falun 2015 ha vinto la medaglia d'argento nella staffetta e si è classificato 49º nella 15 km, 24º nella 50 km, 13º nella sprint, 6º nello skiathlon e 9º nella sprint a squadre; a quelli di Lahti 2017 ha vinto la medaglia di bronzo nella staffetta ed è stato 10º nella 15 km, 9° nella sprint e 20º nello skiathlon.
Ai XXIII Giochi olimpici invernali di Pyeongchang 2018 si è classificato 9º nella 15 km, 13º nella sprint, 4º nella sprint a squadre, 5° nella staffetta e non ha completato la 50 km e lo skiathlon; l'anno dopo ai Mondiali di Seefeld in Tirol 2019 è stato 16º nella 15 km, 6º nella 50 km, 21º nella sprint, 4º nella sprint a squadre e 5º nella staffetta, mentre a quelli di Oberstdorf 2021 non ha completato lo skiathlon. Ai XXIV Giochi olimpici invernali di Pechino 2022 si è classificato 26º nella 15 km, 38º nella 50 km e 30º nello skiathlon e il 13 marzo successivo ha conquistato nella sprint a squadre mista disputata a Falun la prima vittoria in Coppa del Mondo; ai Mondiali di Planica 2023 si è piazzato 4º nella 50 km, 5º nella sprint, 6º nello skiathlon, 5º nella sprint a squadre e 6º nella staffetta e a quelli di Trondheim 2025 è stato 31º nella 10 km e 17º nello skiathlon.

## Palmarès

### Mondiali
- 3 medaglie:
  - 2 argenti (staffetta a Val di Fiemme 2013; staffetta a Falun 2015)
  - 1 bronzo (staffetta a Lahti 2017)

### Mondiali juniores
- 1 medaglia:
  - 1 oro (sprint a Malles Venosta 2008)

### Coppa del Mondo
- Miglior piazzamento in classifica generale: 3º nel 2015
- 19 podi (9 individuali, 10 a squadre):
  - 2 vittorie (a squadre)
  - 8 secondi posti (3 individuali, 5 a squadre)
  - 9 terzi posti (6 individuali, 3 a squadre)

#### Coppa del Mondo - vittorie
| Data          | Località | Nazione | Spec.                                                    |
| ------------- | -------- | ------- | -------------------------------------------------------- |
| 13 marzo 2022 | Falun    | Svezia  | TS TL MX (con Jonna Sundling)                            |
| 19 marzo 2023 | Falun    | Svezia  | 4x5 km MX (con Moa Olsson, Edvin Anger e Jonna Sundling) |

Legenda:

TL = tecnica libera

TS = sprint a squadre

MX = mista

#### Coppa del Mondo - competizioni intermedie
- 10 podi di tappa:
  - 3 vittorie
  - 4 secondi posti
  - 3 terzi posti

##### Coppa del Mondo - vittorie di tappa
| Data             | Località    | Nazione  | Competizione   | Disciplina |
| ---------------- | ----------- | -------- | -------------- | ---------- |
| 29 dicembre 2013 | Oberhof     | Germania | Tour de Ski    | SP TL      |
| 2 dicembre 2016  | Lillehammer | Norvegia | Nordic Opening | SP TC      |
| 3 dicembre 2016  | Lillehammer | Norvegia | Nordic Opening | 10 km TL   |

Legenda

SP = sprint

TL = tecnica libera

TC = tecnica classica